# Leptolejeunea sikkimensis
Leptolejeunea sikkimensis là một loài Rêu trong họ Lejeuneaceae. Loài này được Udar & U.S. Awasthi mô tả khoa học đầu tiên năm 1979.